# Џон Сам Лејк (Вашингтон)
Џон Сам Лејк (енгл. John Sam Lake) град је у америчкој савезној држави Вашингтон.

## Демографија
По попису из 2000. године број становника је 753.
| Група             | 2000.       | 2010.    |
| Белци             | 652 (86,6%) | 0 (0,0%) |
| Афроамериканци    | 0 (0,0%)    | 0 (0,0%) |
| Азијати           | 9 (1,2%)    | 0 (0,0%) |
| Хиспаноамериканци | 15 (2,0%)   | 0 (0,0%) |
| Укупно            | 753         | 0        |